# Lindford Gillitt
Lindford Gillitt (* 26. August 1964) ist ein ehemaliger belizischer Radrennfahrer.
Er nahm an den Olympischen Sommerspielen 1984 in Los Angeles teil. Er fuhr im Straßenrennen. Er diente auch als Fahnenträger bei der Eröffnungszeremonie.